# HD 224693
HD 224693 (Axólotl) – gwiazda, znajdująca się w gwiazdozbiorze Wieloryba. Oddalona jest od Słońca o 306 lat świetlnych.
Jest to żółty podolbrzym, gwiazda typu widmowego G2 tak jak Słońce, ale masywniejsza i młodsza od niego.
W 2006 roku odkryto planetę HD 224693 b (Xólotl) okrążającą tę gwiazdę.

## Nazwa
Gwiazda ma nazwę własną Axólotl, która w języku nahuatl oznacza „wodne zwierzę” i oznacza aksolotla, endemicznego meksykańskiego płaza o znaczeniu kulturowym. Nazwa została wyłoniona w konkursie zorganizowanym w 2019 roku przez Międzynarodową Unię Astronomiczną w ramach stulecia istnienia organizacji. Uczestnicy z Meksyku mogli wybrać nazwę dla tej gwiazdy. Spośród nadesłanych propozycji zwyciężyła nazwa Axólotl dla gwiazdy i Xólotl dla planety.